# Gropugn
En gropugn används för att låta stål stelna långsamt. Som namnet antyder bestod den förr bara av en isolerad grop i marken. Numera kan de vara ganska avancerade och värmas med elektricitet eller gas. De kan även benämnas jordugn.